# Winstanleyite
La winstanleyite è un minerale.